# Katokopia
Katokopia (gr. Kατωκοπιά, tur. Zümrütköy) – wieś na Cyprze, w dystrykcie Nikozja. Znajduje się de facto pod zarządem Cypru Północnego.
W 1974 roku po tureckiej inwazji na Cypr wieś przeszła w zarządzanie Turków.